# Iajuddin Ahmed
Iajuddin Ahmed (Bengaals: ইয়াজউদ্দিন আহম্মেদ) (Munshiganj (Brits-Indië), 28 februari 1931 – Bangkok (Thailand), 10 december 2012) was van 6 september 2002 tot 12 februari 2009 president van Bangladesh.

## Biografie

### Jeugd
Ahmed verkreeg zijn Bachelor of Science en Master aan de Universiteit van Dhaka in 1952 en 1954 en later verkreeg hij zijn Master of Science en Doctor of Philosophy in 1958 en 1962 aan de Universiteit van Wisconsin-Madison in de Verenigde Staten.

### Docent
Ahmed keerde terug naar de Universiteit van Dhaka om assistent hoogleraar te worden in de faculteit van bodemwetenschappen. Hij promoveerde totdat hij volledig hoogleraar was aan de faculteit. Daarna werd hij voorzitter van het faculteit van bodemwetenschappen en decaan van de faculteit van de biologische Wetenschap aan dezelfde universiteit. Ook was hij een hoge bestuursfunctionaris van de Salimullah Muslim Hall. Ahmed was ook verantwoordelijk voor het ontwikkelen van het proces om voedingsmiddelen te bewaren in de bodem en ze later vrij te geven volgens de noden van de vegetatie. Hoogleraar Ahmed werkte ook als gasthoogleraar aan de Cornell-universiteit in de Verenigde Staten en de Duitse Technische Universiteit en Georg-August Universiteit van Göttingen in Duitsland in 1984.

### Politieke carrière
Ahmed was adviseur van de interim-regering in 1991. Hij was ook voorzitter van de commissie openbare dienseten van 1991 tot 1993 en van de commissie van Universiteitstoelagen van 1995 tot 1999. Op 6 september 2002 werd hij president van Bangladesh.
Eind 2006 raakte het land in een politieke impasse toen de oppositie dreigde met een boycot van de parlementsverkiezingen. De BNP-regering van de weduwe Zia trad af en Ahmed vormde een zakenkabinet met zichzelf als premier. Dit werd niet geaccepteerd en op 11 januari 2007 moest Ahmed zijn eigen kabinet weer ontslaan. Hij benoemde de voormalige gouverneur van de Centrale Bank tot interim-premier.

### Persoonlijk
Ahmed en zijn vrouw Anwara Begum hebben drie kinderen.